# جيمي ماسون
جيمي ماسون (بالإنجليزية: Jimmy Mason)‏ (17 أبريل 1933 بغلاسكو في المملكة المتحدة - ) هو لاعب كرة قدم بريطاني في مركز نصف الجناح. لعب مع نادي دندي ونادي تشستر سيتي ونادي تشيلمسفورد وأكرينجتون ستانلي ‏.

## وصلات خارجية
- جيمي ماسون على موقع قاعدة بيانات كرة القدم.إي يو (الإنجليزية)